# Peking-Universität
Die Peking-Universität (auch: Universität Peking; chinesisch 北京大學 / 北京大学, Pinyin Běijīng Dàxué, englisch: Peking University), kurz Beida (北大,  Běidà), ist eine der renommiertesten Universitäten der Volksrepublik China. Die Beida wird von Chinesen gern als das chinesische Harvard bezeichnet. Sie liegt im Nordwesten von Peking im Stadtbezirk Haidian, unweit des Alten Sommerpalastes und in unmittelbarer Nähe der ebenfalls hoch angesehenen Tsinghua-Universität.

## Geschichte
Die Universität wurde 1898 während der Hundert-Tage-Reform als Kaiserliche Universität von Peking (京師大學堂,  Jīngshī Dàxuétáng) gegründet und ersetzte das bis dahin bestehende Guozijian (北京國子監,  Běijīng Guózǐjiān), das seit mehreren Jahrhunderten die höchste Bildungseinrichtung war. Bei der Belagerung des Pekinger Gesandtschaftsviertels im Jahr 1900 im Zuge des Boxeraufstandes wurde die Universität durch Feuer zerstört wie auch die Hanlin-Akademie und die Nationalbibliothek. Bereits 1902 wurde die Fakultät für Bildungswissenschaften ausgelagert und bildete den Grundstein der Pädagogischen Universität Peking. 1912 wurde die Universität infolge der Xinhai-Revolution in Nationale Universität Peking (國立北京大學,  Guólì Běijīng Dàxué) umbenannt. Der Gelehrte Cai Yuanpei wurde 1917 zu ihrem Rektor ernannt und hatte großen Anteil daran, dass die Universität Peking zur größten Hochschule Chinas wurde. 1919 bildeten ihre Intellektuellen den Kern der Bewegung des vierten Mai, und ein Jahr später wurde sie die zweite chinesische Hochschule, die Studentinnen aufnahm.

Hu Shi: geistiger Führer der Bewegung des vierten Mai, die eine essenzielle Rolle in Chinas Modernisierung gespielt hat

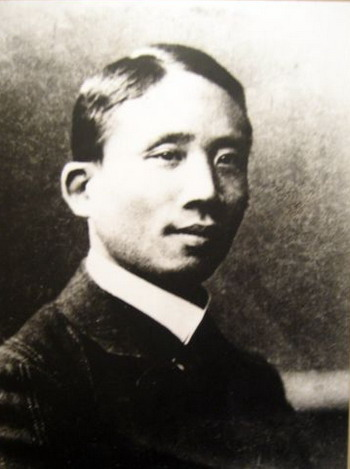
Cai Yuanpei: Rektor der Peking University

Nach dem Ausbruch des Zweiten Sino-Japanischen Kriegs 1937 und der wachsenden Kontrolle Japans über Ostchina sah sich die Universität Peking gezwungen, nach Changsha umzuziehen, wo sie mit der Tsinghua-Universität und der Nankai-Universität die Temporäre Universität von Changsha bildete. Im Jahr 1938 siedelte diese Institution nach Kunming um und blieb bis zum Ende des Zweiten Weltkrieges als Vereinigte Südwest-Universität geöffnet. Danach kehrten die drei Universitäten an ihren Ursprungsort zurück. Die Universität Peking zählte zu dieser Zeit 3000 Studenten und umfasste 6 Fakultäten sowie ein Institut für Geisteswissenschaften. 1952 wurde der Zusatz „National“ aus dem Namen entfernt, da in der Volksrepublik zu dieser Zeit alle Universitäten staatlich geführt wurden. Die Universität Peking zog ebenfalls auf den Campus der mit ihr fusionierten Yenching-Universität um.
Die ersten Unruhen der Kulturrevolution begannen an der Universität im Jahr 1966, und bis 1970 kam die Lehrtätigkeit zum Erliegen. Im Jahr 2000 wurde die Medizinische Universität Peking mit der Peking Universität zusammengeführt.
Die Universität ist Mitglied der Hochschulnetzwerke Association of Pacific Rim Universities (APRU), Association of East Asian Research Universities (AEARU) und BESETOHA (gemeinsam mit der Seoul National University, Universität Tokio und Universität Hanoi). Seit 2006 gehört die Universität Peking dazu dem Hochschulverbund International Alliance of Research Universities (IARU) an.
2001 eröffnete die Peking Universität einen weiteren Campus in der Nanshan Universitäten Stadt von Shenzhen (Peking University Shenzhen Graduate School), mit den Fakultäten Peking Universität HSBC Business School, School of Transnational Law, School of Chemical Biology and Biochemistry, School of Electronic and Computer Engineering, School of Environmental and Energy, School of Humanities and Social Sciences, School of Urban Planning and Design und School of Advanced Materials.
Die Universität ist Mitglied des 2009 mit acht weiteren Universitäten gegründeten Zusammenschlusses C9-Liga.
Im Februar 2017 investierte die Peking University HSBC Business Schule in einen neuen Campus in Boars Hill, Oxfordshire, England, um weitere internationale Kurse anzubieten.

## Schulen und Studium
Die Universität Peking ist eine nationale Schwerpunktuniversität der Volksrepublik China. Sie verfügt derzeit über 41 Fakultäten. Bachelor-Studiengänge werden für 101 Fächer angeboten, Master-Studiengänge bestehen für 244 Spezialisierungen, zudem hat die Universität das Recht, in den meisten akademischen Disziplinen Doktorgrade zu verleihen. Der Beida angeschlossen sind über zweihundert Forschungsinstitute und -zentren. Insgesamt sind hier etwa 30.000 Studenten eingeschrieben. Mit 4,5 Millionen Bänden verfügt sie über eine der größten Universitätsbibliotheken in Asien.
Im Universitätsranking findet sich die Universität vielfach unter den Top-Hochschulen weltweit wieder, so belegte sie 2014/2015 im QS-Ranking den 53. Platz. Während die Tsinghua-Universität in den Ingenieurwissenschaften führend ist, gilt die Beida als eine der weltweit führenden Universitäten in den Geistes-, Gesellschafts- (QS-Ranking Platz 21) und Naturwissenschaften (QS-Ranking Platz 20). Bekannt ist die Universität unter anderem für ihren Beitrag zur modernen chinesischen Literatur, Poesie und Kunst, so veröffentlichte sie eine Vielzahl von wegweisenden Studien und Büchern in diesem Bereich. Ebenfalls weist sie ein starkes Profil in der Kunst auf. Gemeinsam mit der University of Chicago baute sie das Zentrum für ostasiatische Kunst (CAEA) auf. Mit der UNESCO entwickelte sie eine Abteilung für digitale Kunst und Design.
Im Times Higher Education Supplement Ranking von 2016 wurde sie auf Platz 21 weltweit eingestuft.

## Campus-Gelände

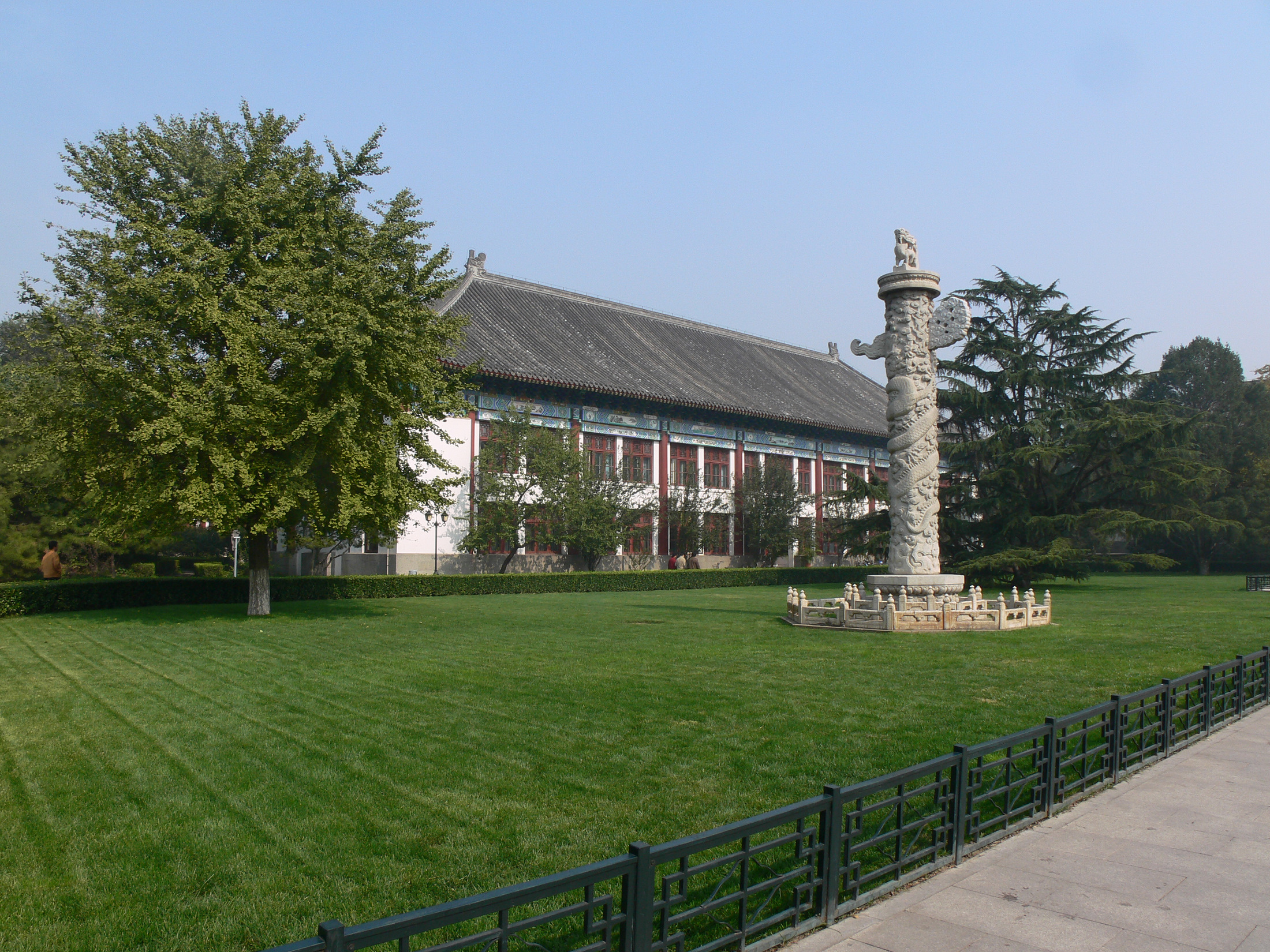
Campus-Gelände

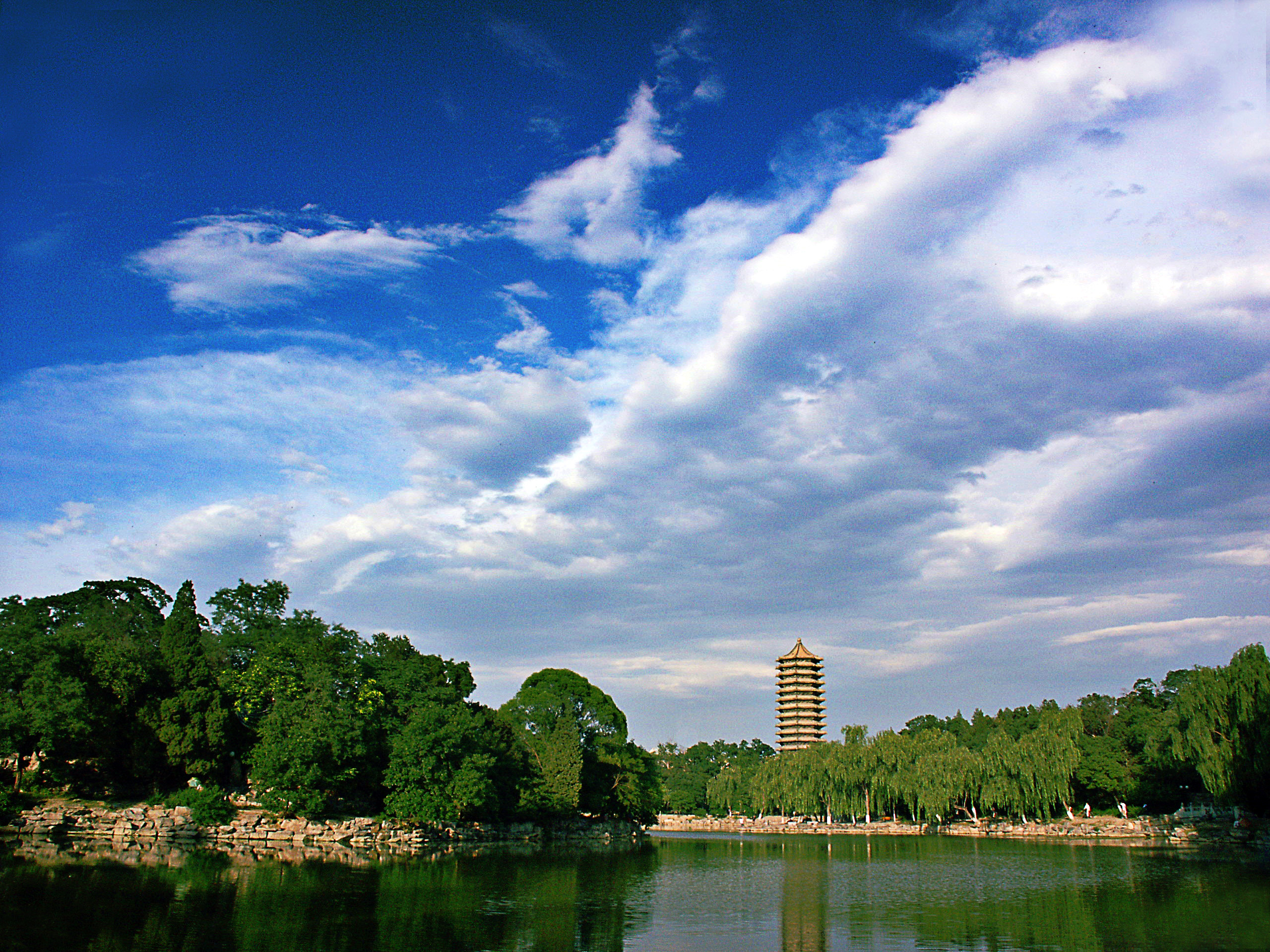
Peking-Universität: Namenloser See mit Porter-Pagode

Die Universität Peking befindet sich auf dem Gelände der damaligen Yanjing-Universität (燕京大学,  Yānjīng Dàxué).
Der Campus kann grundsätzlich in drei Gebiete aufgeteilt werden: den südöstlichen Teil, in dem sich die Lehreinrichtungen befinden, den südwestlichen Teil mit den Wohnheimen und dem nördlichen Gebiet sowie das Zentrum, mit dem Weiming-See (未名湖,  Weiming Hu). Auf der südöstlichen Seite des Sees befindet sich die Porter-Pagode.
In der Umgebung des Sees und in dem Gebiet auf der westlichen Seite bis hin zum westlichen Tor ist der Campus stark begrünt (überwiegend mit Trauerweiden), und die Gebäude einschließlich der Di yi tiyuguan (第一体育馆 – „erste Sporthalle“) bewahren den traditionellen chinesischen Baustil (ganz besonders der nördliche und der südliche Pavillon).

## Bekannte Professoren und Absolventen
Lehrkräfte
- He Weifang (* 1960), Professor für Rechtswissenschaften an der Peking-Universität und Chefredakteur der Fachzeitschrift "Chinesische und internationale Rechtswissenschaft"
- Wang Xuan (1936–2006), Informatiker (Modern Bi Sheng)
- Luo Niansheng (1904–1990), Gräzist und Philologe
- Hu Shi (1891–1962), Philosoph, Philologe und Politiker
- Li Dazhao (1889–1927), Politiker marxistischer Ausrichtung
- Ma Yinchu (1882–1982), Ökonom
- Chen Duxiu (1879–1942), Publizist, politischer Aktivist sowie Gründungsmitglied und erster Generalsekretär der Kommunistischen Partei Chinas
- Vincenz Hundhausen (1878–1955), deutscher Drucker, Verleger, Dichter und Anwalt 洪濤生 – Professor für deutsche Literatur,[7] 1924–1937[8]
- Alexander von Staël-Holstein (1877–1937), estnischer Orientalist, Indologe, Sinologe und Ostasienwissenschaftler
- Cai Yuanpei (1868–1940), Pädagoge, Ethnologe und Rektor der Peking-Universität

Absolventen
- Xiangchen Zhang, chinesischer Diplomat und stellvertretender Generaldirektor der Welthandelsorganisation

## Sport

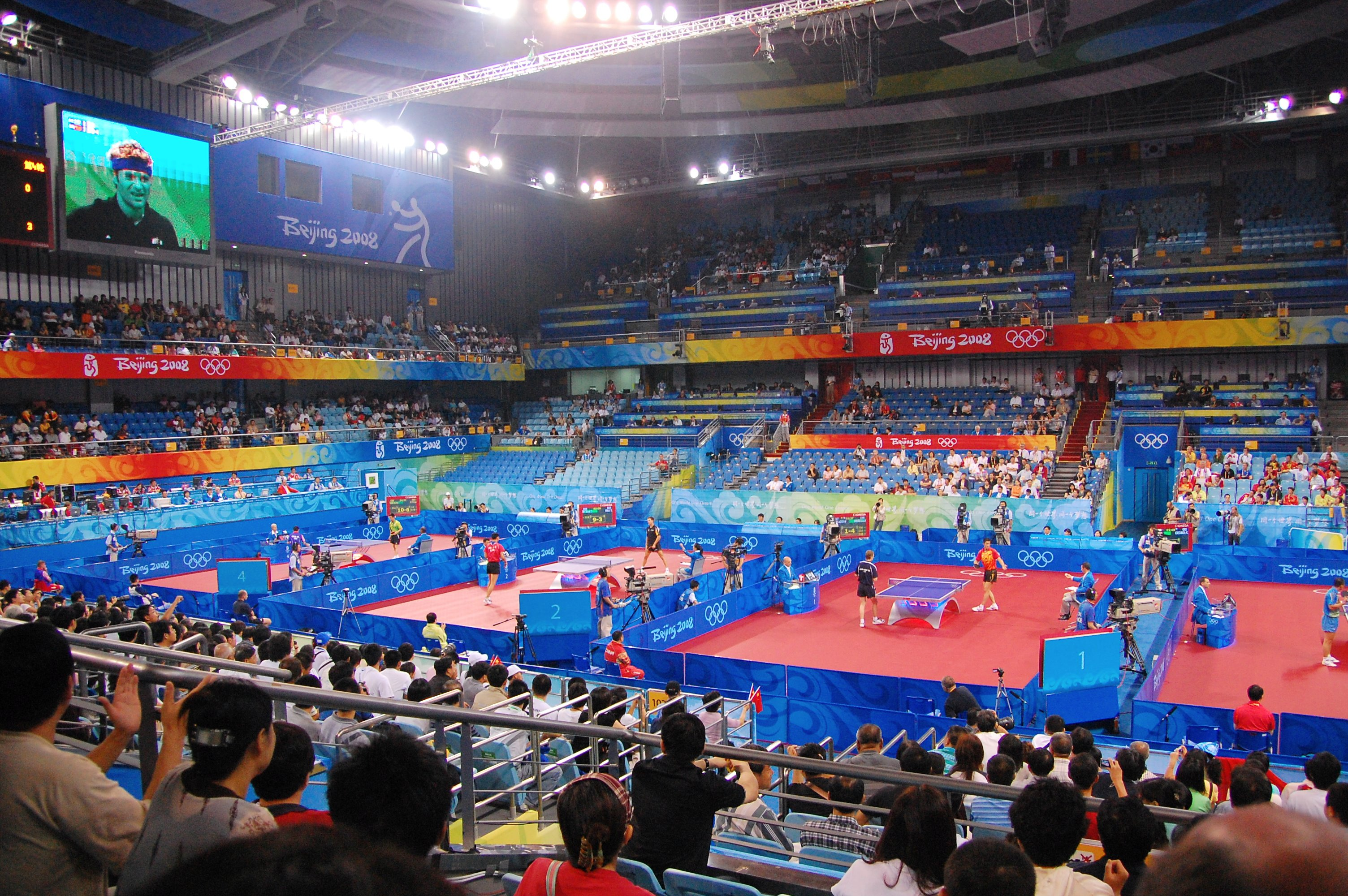
Uni-Sporthalle während der Olympischen Sommerspiele 2008

In der Sporthalle der Universität Peking fanden bei den Olympischen Sommerspielen 2008 und bei den Paralympics 2008 die Wettbewerbe im Tischtennis statt. Ein 50-Meter-Schwimmbecken im Untergeschoss wurde als Trainingshalle für die Schwimmer genutzt.
Heute werden die Anlagen hauptsächlich vom Universitätssport genutzt. Daneben gibt es ein Fitnesszentrum sowie Badmintonfelder.